# Вейрон, Нил
Нил Вейрон, Нейл Варон (англ. Neil Varon; род. 1950, Нью-Йорк) — американский дирижёр.
Учился в Джульярдской школе, занимался в мастер-классе Леонарда Бернстайна в Тэнглвуде; наибольшее влияние из учителей Вейрона оказал на него, по его собственному признанию, Альфред Уолленстайн.
Почти вся дирижёрская карьера Вейрона прошла за пределами США — прежде всего, в Германии. В 1981 году он занял в Дюссельдорфе пост первого капельмейстера Немецкой оперы на Рейне, затем в 1987—1991 гг. возглавлял Филармонический оркестр Южной Вестфалии. В 1990 г. дирижировал мировой премьерой оратории Ф. Д. Кирхнера «Эринния» в Вуппертале. В 1991—1996 гг. Вейрон был генеральмузикдиректором Гельзенкирхена. Одновременно Вейрон появлялся в качестве приглашённого дирижёра с оркестрами всего мира, вплоть до Японии, где в 1991—1992 гг. под его руководством прошла серия представлений «Волшебной флейты» Моцарта в рамках Моцартовского фестиваля. После 1996 г. Вейрон не занимал никаких официальных дирижёрских постов, выступая на различных мировых сценах преимущественно как оперный дирижёр. С 2002 г. профессор Истменовской школы музыки.